# Салкинбельський сільський округ
Салкинбе́льський сільський округ (каз. Салқынбел ауылдық округі, рос. Салкынбельский сельский округ) — адміністративна одиниця у складі Урджарського району Абайської області Казахстану. Адміністративний центр — село Сегізбай.
Населення — 721 особа (2021; 1758 у 2009, 2203 у 1999, 2992 у 1989).
Станом на 1989 рік існувала Новотроїцька сільська рада (села Желдикара, Кизилжулдиз, Новотроїцьке, Сегізбай) з центром у селі Сегізбай колишнього Таскескенського району. Пізніше село Кизилжулдиз було передане до складу Алтиншокинського сільського округу.

## Склад
До складу округу входять такі населені пункти:
| Населений пункт  | Старі назви  | Населення, осіб (1989) | Населення, осіб (1999) | Населення, осіб (2009) | Населення, осіб (2021) |
| ---------------- | ------------ | ---------------------- | ---------------------- | ---------------------- | ---------------------- |
| Желдикара, село  | -            | 285                    | 52                     | -                      | -                      |
| Карабуйрат, село | Новотроїцьке | 581                    | 524                    | 463                    | 255                    |
| Сегізбай, село   | -            | 2126                   | 1627                   | 1295                   | 466                    |